# 189
Évszázadok: 1. század – 2. század – 3. század
Évtizedek: 130-as évek – 140-es évek – 150-es évek – 160-as évek – 170-es évek – 180-as évek – 190-es évek – 200-as évek – 210-es évek – 220-as évek – 230-as évek
Évek: 184 – 185 – 186 – 187 –  188 – 189 – 190 – 191 – 192 – 193 – 194

## Események

### Római Birodalom
- Dulius Silanust (helyettese májustól Severus) és Quintus Servilius Silanust (helyettese Vitellius) választják consulnak.
- Járvány Rómában. A megbetegedettek negyede meghal és naponta kétezren esnek áldozatul.
- Didius Iulianus váltja Africa provincia élén Pertinaxot, aki Rómában praefectus urbi kinevezést kap. Septimius Severus Szicília élére kerül.
- Meghal Eleutherius pápa. Utóda I. Victor.[1]

### Kína
- Ling császár súlyosan megbetegszik és márciusban 32 évesen meghal. Két fia közül az eunuch frakció az egyik ágyastól született, fiatalabbik Liu Hsziét preferálja. Megpróbálják meggyilkolni az ellenpárt vezérét, Ho Csin hadvezért (a császárnétól született, idősebbik Liu Pien herceg anyai nagybátyját), de azt időben figyelmeztetik és a hadsereg segítségével elfogja és kivégezteti az eunuchok vezetőjét, Csien Suót, majd császárra kiáltja ki Liu Pient. A 13 éves Liu Pien Sao néven foglalja el a trónt.
- Az eunuchok az özvegy császárné nevében a palotába csalják és meggyilkolják Ho Csint. A hadsereg tisztjei erre megostromolják a palotát és mindenkit megölnek, aki eunuchnak néz ki. A vérengzésben mintegy kétezren halnak meg.
- Az elmenekülő Liu Pient és öccsét egy főtiszt, Tung Cso találja meg és kíséri vissza a palotába. Tung Cso átveszi a káoszba süllyedt kormányzat vezetését és Liu Pien helyett a 8 éves Liu Hsziét helyezi a császári trónra, aki a Hszien uralkodói nevet veszi fel. Később Tung Cso megöleti Liu Pien anyját, az özvegy császárnét.

## Születések
- március 7. – Geta római császár († 211)
- Ling Tung, kínai hadvezér

## Halálozások
- Május 13. - Han Ling-ti, kínai császár
- Május 24. - Eleutherius pápa[1]
- Ho Csin, kínai politikus
- Ho, kínai császárné

## Fordítás
- Ez a szócikk részben vagy egészben  a(z)   189 című francia Wikipédia-szócikk ezen változatának fordításán alapul.  Az eredeti cikk szerkesztőit annak laptörténete sorolja fel. Ez a jelzés csupán a megfogalmazás eredetét és a szerzői jogokat jelzi, nem szolgál a cikkben szereplő információk forrásmegjelöléseként.